# 荏原交通
荏原交通株式会社（えばらこうつう）は東京23区・武蔵野市・三鷹市を自社無線で営業する日本のタクシー会社。

## 概要
1954年（昭和29年）に創業し、2005年（平成17年）に荏原興業から移管された。タクシーは自社無線で営業している。本社と無線室は品川区荏原、タクシー営業所は大田区久が原と世田谷区玉堤にある。車体色はセドリックは白と濃紺の2種類が存在、ジャパンタクシーは深藍、その他の車種はすべて黒となっている。この他、ハイヤーも営業しており、こちらは本社に常駐している。
タクシー用車両についてはかつてはすべて日産自動車製で、セドリックをメインに、以前はNV200タクシー、エルグランドなども有していた。セドリックは当初スタンダードで、紺一色車はクラシックSVとなり、一時期は白塗り車を含めてほとんどがクラシックSVとなっていた。スタンダードは前ドアに無線室の電話番号とともに「荏原無線タクシー」と表記していたが、近年になって電話番号が省略されていた。
2018年（平成30年）にはタクシー向けで初の日産以外の車種としてトヨタ自動車のジャパンタクシーおよびごく少数のクラウンセダンが導入された。タクシーおよびハイヤーのエルグランドの代替でアルファードも導入されている。さらにディー・エヌ・エー（DeNA）のMOV部門（現・GO株式会社）が提供するスマートフォン用タクシー配車アプリ「MOV（現・GO）」も導入。GO株式会社のタクシー産業GXプロジェクトに呼応し2022年（令和4年）には久々の日産自動車製の車両として電気自動車であるアリアを、翌2023年（令和5年）にはリーフを導入した。

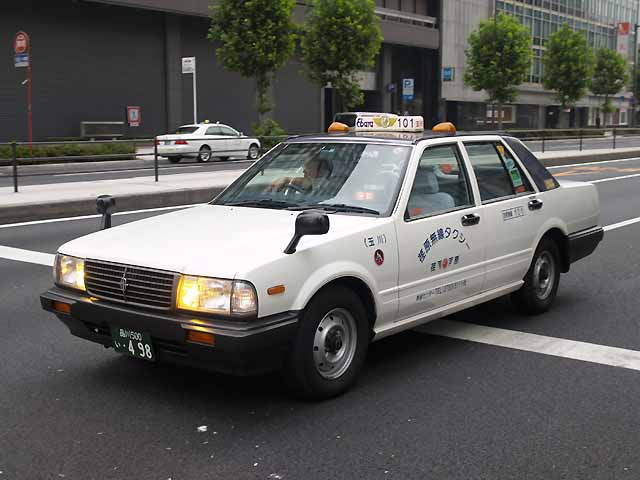
荏原交通のタクシー（旧表記）

## 拠点

### 本社・営業所
| 事業所       | 所在地             | 備考                            |
| ------------ | ------------------ | ------------------------------- |
| 本社         | 品川区荏原6-12-12  |                                 |
| 久ヶ原営業所 | 大田区久が原5-1-22 |                                 |
| 玉川営業所   | 世田谷区玉堤1-7-20 | かつてANZEN品川の敷地であった。 |

なお、玉川営業所は法人格が他の営業所と別となっていた（2024年3月まで）。

### 廃止
| 事業所       | 所在地       | 備考                                                   |
| ------------ | ------------ | ------------------------------------------------------ |
| 世田谷営業所 | 世田谷区用賀 |                                                        |
| 荏原金沢交通 | 石川県金沢市 | 2012年に市内の富士タクシーに譲渡。                     |
| 荏原札幌交通 | 北海道札幌市 | 1970年代まで。後に北海道交運グループの共同交通へ統合。 |

### 関連会社
- 株式会社DAC[4]（品川区荏原、荏原交通本社内に併設） - アミノ酸配合・低カフェイン仕様の缶コーヒー「英雄回復」（ヒーローかいふく）を販売[注釈 5]。